# Зігфрід Ролльманн
Зігфрід Ролльманн (нім. Siegfried Rollmann; 13 вересня 1914, Фрідріхсгафен — 6 лютого 1942, Атлантичний океан) — німецький офіцер-підводник, капітан-лейтенант крігсмаріне.

## Біографія
8 квітня 1934 року вступив на флот. З листопада 1939 року служив на легкому крейсері «Карлсруе». В березні 1940 року перейшов у підводний флот. З жовтня 1940 по березень 1941 року — 1-й вахтовий офіцер підводного човна U-52, на якому взяв участь у двох походах, під час яких були потоплені 2 кораблі. З 14 травня 1941 року — командир U-82, на якому здійснив 3 походи (разом 102 дні в морі). 6 лютого 1942 року U-82 спробував атакувати конвой OS 18, проте був виявлений північно-західніше Азорських островів і потоплений глибинними бомбами британських шлюпа «Рочестер» і корвета «Тамаріск». Всі 45 членів екіпажу загинули.
Всього за час бойових дій потопив 9 кораблів загальною водотоннажністю 53 049 тонн і пошкодив 1 корабель водотоннажністю 1999 тонн.
| Дата            | Назва корабля        | Тип               | Тоннаж | Вантаж                                                        | Екіпаж | Загинули | Країна             | Конвой |
| --------------- | -------------------- | ----------------- | ------ | ------------------------------------------------------------- | ------ | -------- | ------------------ | ------ |
| 10 вересня 1941 | Empire Hudson        | КАТ судно         | 7,465  | 9562 тонни пшениці                                            | 67     | 4        | Британська імперія | SC-42  |
| 11 вересня 1941 | Bulysses             | Тепловий танкер   | 7,519  | 9300 тонн газойлю                                             | 61     | 4        | Британська імперія | SC-42  |
| 11 вересня 1941 | Gypsum Queen         | Торговий пароплав | 3,915  | 5500 тонн сірки                                               | 36     | 10       | Британська імперія | SC-42  |
| 11 вересня 1941 | Empire Crossbill     | Торговий пароплав | 5,463  | 6686 тонн сталі і 4 тонни наданої допомоги                    | 49     | 49       | Британська імперія | SC-42  |
| 11 вересня 1941 | Scania (пошкоджений) | Торговий пароплав | 1,999  | 858 стандартів пиломатеріалів                                 | 24     | 0        | Швеція             | SC-42  |
| 21 жовтня 1941  | Serbino              | Торговий пароплав | 4,099  | 3500 тонн генеральних вантажів, у тому числі 1355 тонн сизалю | 65     | 14       | Британська імперія | SL-89  |
| 21 жовтня 1941  | Treverbyn            | Торговий пароплав | 5,281  | 6900 тонн залізної руди                                       | 48     | 48       | Британська імперія | SL-89  |
| 22 січня 1942   | Athelcrown           | Тепловий танкер   | 11,999 | Баласт                                                        | 50     | 5        | Британська імперія | ON-56  |
| 23 січня 1942   | Leiesten             | Тепловий танкер   | 6,118  | Баласт                                                        | 36     | 6        | Норвегія           | ON-56  |
| 31 січня 1942   | «Белмонт»            | Есмінець          | 1,190  |                                                               | 138    | 138      | Британська імперія | NA-2   |

## Звання
- Кандидат в офіцери (8 квітня 1934)
- Фенріх-цур-зее (1 липня 1935)
- Оберфенріх-цур-зее (1 січня 1937)
- Лейтенант-цур-зее (1 квітня 1937)
- Оберлейтенант-цур-зее (1 квітня 1939)
- Капітан-лейтенант (1 січня 1942)

## Нагороди
- Медаль «За вислугу років у Вермахті» 4-го класу (4 роки)